# Majdan (powiat janowski)
Majdan – wieś w Polsce, położona w województwie lubelskim, w powiecie janowskim, w gminie Modliborzyce.
W latach 1975–1998 wieś należała administracyjnie do województwa tarnobrzeskiego.

## Krótki opis
Według Narodowego Spisu Powszechnego (III 2011 r.) liczyła 143 mieszkańców i była piętnastą co do wielkości miejscowością gminy Modliborzyce. Miejscowa ludność wyznania katolickiego przynależy do Parafii św. Stanisława w Modliborzycach.

## Części wsi
| SIMC    | Nazwa      | Rodzaj    |
| ------- | ---------- | --------- |
| 0799718 | Kornelówka | część wsi |

## Historia
Wzmianki na temat istniejącej wsi na tym terenie pochodzą już z roku 1839. Wtedy wieś tę nazywano Nową Osadą, w późniejszym okresie pojawiały również się nazwy Majdan Modliborski oraz Majdan Nowa Osada. Majdan powstał na gruntach dóbr modliborskich. Podczas reformy uwłaszczeniowej z 1864 r. ziemie nabyło 9 chłopów na terenie wsi. W XIX w. na terenie wsi działał tartak, a w jego pobliżu rozwinęła się niewielka osada fabryczna zamieszkiwana przez Żydów.
W 1921 r. Majdan zamieszkiwało 158 osób w 26 domostwach. Natomiast wspomniana osada w pobliżu tartaku była zamieszkiwana przez 79 osób. Źródła danych statystycznych podają również znajdującą się nieopodal leśniczówkę zamieszkaną przez 5 osób. Przed II wojną światową powstała szkoła powszechna. Działało wtedy również Koło Młodzieży Wiejskiej. Podczas II wojny światowej w wyniku działań zbrojnych spłonęło około 8 gospodarstw. W 1944 r. doszło do rozparcelowania majątku Noela Zylberauha. W latach 1960–1981 na terenie wsi działała jednostka OSP.